# Unstoppable (Ola Svensson)
Unstoppable, il cui titolo completo è Unstoppable (The Return of Natalie), è una canzone di Ola Svensson. Musica e testo sono scritti da Dimitri Stassos, Alexander Kronlund, Hanif Sabzevari e Ola Svensson.

Ola Svensson ha partecipato al Melodifestivalen 2010 con la canzone pop "Unstoppable". Il 6 febbraio 2010 ha partecipato alla prima semifinale a Örnsköldsvik  ottenendo il secondo posto dietro a Salem Al Fakir con 'Keep On Walking' e classificandosi per la finale di Stoccolma. Il 13 marzo 2010, ha preso parte alla finale presso la Stockholm Globe Arena posizionandosi settimo nella classifica finale con 47 punti, ottenendo il più alto punteggio (2 set da 12 punti) dal giudice Serbo e da quello Irlandese.

Questa canzone ha raggiunto la posizione numero 1 nella classifica dei singoli svedesi e ha vinto il disco di platino in Svezia.

## Tracce
1. "Unstoppable (The Return of Natalie)" (2:59)

## Posizione in classifica
| Classifica (2010)              | Posizione in classifica | Settimane TOT | Certificazioni |
| Classifica (2010)              | Posizione in classifica | Settimane TOT | Svezia         |
| ------------------------------ | ----------------------- | ------------- | -------------- |
| Classifica dei singoli svedesi | numero 1 (1 settimana)  | 13            | Platino        |